# Хльосткіна Дар'я В'ячеславівна
Дарія В'ячеславівна Хльосткіна (рос. Дарья Вячеславовна Хлёсткина; 8 жовтня 1973, Москва — 3 січня 2015, Амстердам) — російський режисер-документаліст.
У 1997 році закінчила Московський державний лінгвістичний університет. Працювала перекладачем, а потім навчалася мистецтву фотографії у Флоренції (Італія). Після повернення до Москви в 2002 році писала сценарії для телевізійних програм і вела постійну рубрику в журналі про кіно. Також працювала менеджером зі зв'язків з громадськістю, продакшену, постпродакшену, а також виконавчим та серійним продюсером. У 2009 році закінчила Вищу школу журналістики за спеціальністю «режисер документального кіно»

## Фільмографія
- Коли Місяць під знаком Близнюків (2009)
- Дослівно (2009)
- Останній лімузин (2012)